# Guido Notermans

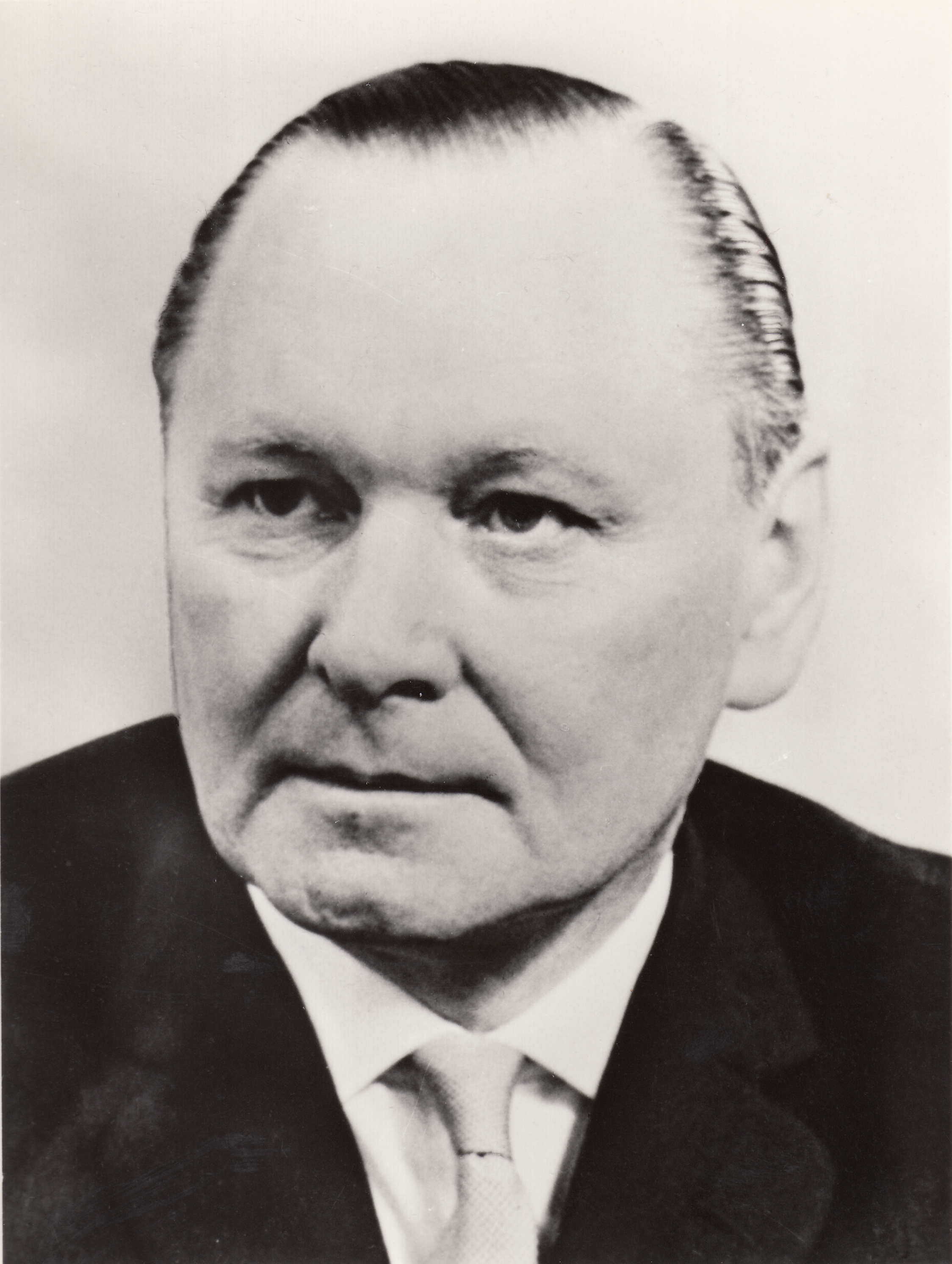
Mr. G.F.J. Notermans

Guido Frederik Joseph Notermans (Venlo, 6 januari 1912 – Best, 21 september 1968) was een Nederlands politicus.
Hij werd geboren als zoon van Petrus Josephus Notermans en Marie Catherine Hubertine Radermecker. Eind 1923 overleed zijn vader en enkele maanden later overleed ook de moeder van de intussen 12-jarige Guido Notermans. In 1939 is hij aan de Katholieke Universiteit Nijmegen afgestudeerd in de rechten. In 1941 was hij chef van de afdeling Centrale Magazijnen Schaderegelingen van het Rijksbureau voor Non-Ferro-Metalen. Midden 1946 werd hij de burgemeester van Best. Vanwege gezondheidsproblemen bij Notermans werd Frits van Kemenade (oud-burgemeester van Uden) in september 1966 benoemd tot waarnemend burgemeester van Best. Met ingang van 1 juni 1968 werd Notermans ontslag verleend en nog geen vier maanden later overleed hij op 56-jarige leeftijd.